# Bonneuil-en-Valois
Bonneuil-en-Valois è un comune francese di 1 070 abitanti situato nel dipartimento dell'Oise della regione dell'Alta Francia.

## Società

### Evoluzione demografica
Abitanti censiti